# 다카운드로베주
다카운드로베주(Cakaudrove Province)는 피지를 구성하는 14개 주 가운데 하나로, 면적은 2,816km2, 인구는 49,344명(2007년 기준)이다. 행정 구역상으로는 북부구에 속한다. 피지 북부 바누아레부섬에 위치한 3개 주 가운데 하나로, 섬 남동부에 위치한다. 피지에서 여섯 번째로 인구가 많은 주이다.